# クロノスタキス・ロゼア
クロノスタキス・ロゼア（学名：Clonostachys rosea）は、真菌、細菌、昆虫などに有毒な揮発性有機化合物を幅広く産生し、生物的防除剤として興味を持たれている真菌の1種。

## 生態
植物に共生するエンドファイトでもあり、土壌中に見出される腐生菌でもあり、他の真菌や線虫に寄生することも知られている。

## 生物的防除
Botrytis cinereaの胞子形成を阻害し、植物を灰色かび病から守る。C. roseaの菌糸はB. cinereaの菌糸や分生子に侵入してその内部で生育できる。またC. roseaは線虫に感染して殺すこともできる。